# Hemisorubim platyrhynchos
Hemisorubim platyrhynchos — єдиний вид роду Hemisorubim з родини Пласкоголові соми ряду сомоподібні. Інші назви «світящий лопатоносий сом», «плямистий сом-лопата», «журупока». Наукова назва походить від грецького слова hemi, тобто «навпіл», «половина», та слова sorubim, що є місцевою назвою риби в Бразилії.

## Опис
Завдовжки досягає 52,5 см при вазі 1470 г. Голова сильно витягнута та звужена на кінці. Морда сильно сплощена, нагадує лопату. Очі помірно великі, розташовані у верхній частині голови, глибоко посаджені. Здатні видавати свічення зеленого кольору. Рот широкий, щелепи подовжені. Є 3 пари вусів, з яких найдовшою є 1 пара на верхній щелепі. Тулуб подовжений, кремезний. Спинний плавець високо піднятий, широкий. Грудні плавці подовжені. Черевні плавці серпоподібні. Жировий плавець помірно довгий. Анальний плавець маленький. Хвостовий плавець тонко розрізаний з великими, широкими лопатями.
Забарвлення голови, передньої частини боків та спини світло-коричневе з окремими чорними або темно-коричневими плямами, що поодиноко розкидані уздовж бічної лінії. Середина та кінець тіла більш сіруваті. Черево білувато-кремове.

## Спосіб життя
Є демерсальною рибою. Віддає перевагу повільній течії, глибині та мулистому дну. Здійснює міграції. Вдень апатично лежить на ґрунті або під корчем. Активний у присмерку та вночі. Є планктонофагом. Живиться переважно донними безхребетними, а також рибою. Приманює здобич очима, що світяться.

## Розповсюдження
Мешкає в басейнах річок Амазонка, Оріноко, Мароні і Парана.

## Тримання в акваріумі
Потрібний витягнутий у довжину акваріум від 300 літрів. На дно насипають дрібний пісок сірого кольору або торф. Із декорацій годяться корчі в формі пеньків. Рослини актуальні уздовж заднього скла, але можна обійтися й без них.
Є неагресивною рибою. Утримувати можна групою від 3 особин або поодинці. Сусідами можуть стати будь-які неагресивні риби, які не претендують на обід для сома. Годують коретрою, великою артемією, мотилем. До штучного корму звикає насилу. З дна корм також бере неохоче. З технічних засобів знадобиться внутрішній фільтр середньої потужності для створення помірної течії, компресор. Температура тримання повинна становити 20—24 °C.